# Buchloe (stacja kolejowa)
Buchloe – stacja kolejowa w Buchloe, w kraju związkowym Bawaria, w Niemczech. Znajdują się tu 3 perony.